# Liste der Baudenkmäler in Auer (Südtirol)
Die Liste der Baudenkmäler in Auer (italienisch Ora) enthält die 25 als Baudenkmäler ausgewiesenen Objekte auf dem Gebiet der Gemeinde Auer (Südtirol).
Basis ist das im Internet einsehbare offizielle Verzeichnis der Baudenkmäler in Südtirol. Dabei kann es sich beispielsweise um Sakralbauten, Wohnhäuser, Bauernhöfe und Adelsansitze handeln. Die Reihenfolge in dieser Liste orientiert sich an der Bezeichnung, alternativ ist sie auch nach der Adresse oder dem Datum der Unterschutzstellung sortierbar.

## Liste
| Foto |                 | Bezeichnung                                                       | Standort                                           | Eintragung                  | Beschreibung | Metadaten                                                                |
| ---- | --------------- | ----------------------------------------------------------------- | -------------------------------------------------- | --------------------------- | --- | ------------------------------------------------------------------------ |
| ja   | Datei hochladen | Abraham ID: 13572                                                 | Bahnhofstraße 12 46° 20′ 56″ N, 11° 17′ 57″ O      | 9. Juni 1975 (BLR-LAB 2764) | | KG: Auer Bauparzelle: 93/1                                               |
| ja   | Datei hochladen | Alte Landstraße 16 ID: 13573                                      | Alte Landstraße 16 46° 20′ 51″ N, 11° 17′ 46″ O    | 9. Juni 1975 (BLR-LAB 2764) | | KG: Auer Bauparzelle: 99                                                 |
| ja   | Datei hochladen | Ansitz Fioreschy ID: 13568                                        | Kirchplatz 11 46° 20′ 46″ N, 11° 18′ 6″ O          | 13. Jan. 1951 (MD)          | | KG: Auer Bauparzelle: 60/1, 60/2, 986                                    |
| ja   | Datei hochladen | Baumgarten ID: 13557                                              | Schlossweg 10 46° 20′ 47″ N, 11° 18′ 12″ O         | 9. Juni 1975 (BLR-LAB 2764) | Ansitz mit Wirtschafts- und Nebengebäude. Mittelalterliche Anlage, später vergrößert, Beginn des 17. Jhdts in die heutige Form gebracht | KG: Auer Bauparzelle: 11/1, 11/2, 11/3, 11/4                             |
| ja   | Datei hochladen | Cazan ID: 13559                                                   | Fuchsloch 2 46° 20′ 46″ N, 11° 18′ 16″ O           | 22. Jan. 1990 (BLR-LAB 249) | | KG: Auer Bauparzelle: 21/1, 21/2                                         |
| ja   | Datei hochladen | Ehemalige St.-Kolumban-Kapelle ID: 13560                          | St.-Kolumban-Gasse 3 46° 20′ 41″ N, 11° 18′ 12″ O  | 9. Mai 1950 (MD)            | | KG: Auer Bauparzelle: 23                                                 |
| ja   | Datei hochladen | Fleimstaler Bahnhof ID: 50012                                     | Bahnhofstraße 45 46° 21′ 38″ N, 11° 17′ 51″ O      | 9. Okt. 2000 (BLR-LAB 3786) | | KG: Auer Bauparzelle: 214                                                |
| ja   | Datei hochladen | Gasthof Rose ID: 13571                                            | Hauptplatz 22-23 46° 20′ 54″ N, 11° 17′ 59″ O      | 9. Mai 1950 (MD)            | | KG: Auer Bauparzelle: 90/2, 90/3 Grundparzelle: 1/3                      |
| ja   | Datei hochladen | Greiff ID: 13574                                                  | Alte Landstraße 13 46° 20′ 50″ N, 11° 17′ 45″ O    | 9. Juni 1975 (BLR-LAB 2764) | | KG: Auer Bauparzelle: 105/2                                              |
| ja   | Datei hochladen | Gschachnes ID: 13569                                              | Bildstöcklweg 2 46° 20′ 47″ N, 11° 17′ 56″ O       | 9. Juni 1975 (BLR-LAB 2764) | | KG: Auer Bauparzelle: 1095, 71/2, 71/3 Grundparzelle: 47/4               |
| ja   | Datei hochladen | Happacher ID: 13558                                               | Fuchsloch 1 46° 20′ 50″ N, 11° 18′ 18″ O           | 9. Mai 1950 (MD)            | | KG: Auer Bauparzelle: 12/1, 12/2, 13, 14, 16/1                           |
| ja   | Datei hochladen | Karnol (Leiterburg) ID: 13578                                     | 46° 20′ 46″ N, 11° 18′ 48″ O                       | 13. Jan. 1951 (MD)          | Mauerreste einer Karnol oder Leiterburg genannten Burg, vielleicht in die zweite Hälfte des 13. Jahrhunderts datierbar                  | KG: Auer Grundparzelle: 1280                                             |
| ja   | Datei hochladen | Kiechelberghof mit St. Daniel ID: 13577                           | 46° 20′ 25″ N, 11° 18′ 1″ O                        | 13. Jan. 1951 (MD)          | | KG: Auer Bauparzelle: 129, 130/1                                         |
| ja   | Datei hochladen | Kirchplatz 3 ID: 13556                                            | Kirchplatz 3 46° 20′ 47″ N, 11° 18′ 7″ O           | 9. Juni 1975 (BLR-LAB 2764) | | KG: Auer Bauparzelle: 2/3                                                |
| ja   | Datei hochladen | Nardin ID: 13561                                                  | Wasserfallstraße 11-13 46° 20′ 39″ N, 11° 18′ 7″ O | 9. Mai 1950 (MD)            | | KG: Auer Bauparzelle: 28/1, 28/2, 28/3                                   |
| ja   | Datei hochladen | Pfarrkirche St. Peter mit Friedhofskapelle und Friedhof ID: 13576 | 46° 20′ 36″ N, 11° 17′ 28″ O                       | 9. Juni 1975 (BLR-LAB 2764) | | KG: Auer Bauparzelle: 121/1, 127/2 Grundparzelle: 176                    |
| ja   | Datei hochladen | Pfarrwidum mit St.-Johannes-Nepomuk-Kapelle ID: 13570             | Widumgasse 1 46° 20′ 51″ N, 11° 17′ 53″ O          | 9. Juni 1975 (BLR-LAB 2764) | | KG: Auer Bauparzelle: 80, 868 Grundparzelle: 51                          |
| ja   | Datei hochladen | Pock ID: 13564                                                    | Wasserfallstraße 1 46° 20′ 43″ N, 11° 18′ 10″ O    | 9. Mai 1950 (MD)            | | KG: Auer Bauparzelle: 31/1                                               |
| ja   | Datei hochladen | Schöpfer ID: 13565                                                | Clauserweg 3 46° 20′ 44″ N, 11° 18′ 5″ O           | 9. Mai 1950 (MD)            | | KG: Auer Bauparzelle: 46/1                                               |
| ja   | Datei hochladen | Staffler ID: 13562                                                | Wasserfallstraße 7 46° 20′ 40″ N, 11° 18′ 11″ O    | 9. Juni 1975 (BLR-LAB 2764) | | KG: Auer Bauparzelle: 29                                                 |
| ja   | Datei hochladen | Steinkeller ID: 13566                                             | Wasserfallstraße 2 46° 20′ 45″ N, 11° 18′ 9″ O     | 9. Juni 1975 (BLR-LAB 2764) | | KG: Auer Bauparzelle: 54/1                                               |
| ja   | Datei hochladen | Stieler ID: 13567                                                 | Kirchplatz 7 46° 20′ 46″ N, 11° 18′ 7″ O           | 9. Juni 1975 (BLR-LAB 2764) | | KG: Auer Bauparzelle: 56                                                 |
| ja   | Datei hochladen | Unsere Liebe Frau vom Rosenkranz ID: 13555                        | 46° 20′ 46″ N, 11° 18′ 8″ O                        | 9. Juni 1975 (BLR-LAB 2764) | | KG: Auer Bauparzelle: 1                                                  |
| ja   | Datei hochladen | Villa Auerheim mit Park ID: 50013                                 | Alte Landstraße 9 46° 20′ 50″ N, 11° 17′ 47″ O     | 22. Jan. 1990 (BLR-LAB 249) | | KG: Auer Bauparzelle: 106, 108, 109, 946 Grundparzelle: 95/1, 95/3, 95/4 |
| ja   | Datei hochladen | Wasserfallstraße 5 ID: 13563                                      | Wasserfallstraße 5 46° 20′ 42″ N, 11° 18′ 10″ O    | 9. Mai 1950 (MD)            | | KG: Auer Bauparzelle: 30                                                 |

Falls bei einem Baudenkmal keine Koordinaten bekannt sind, werden ersatzweise die Katasterdaten zum Zeitpunkt der Unterschutzstellung angegeben. Diese sind weder offiziell noch zwingend aktuell.
Die vom Landesdenkmalamt übernommenen Adressen können veraltet sein.
| Foto:   | Fotografie des Denkmals. Klicken des Fotos erzeugt eine vergrößerte Ansicht. Daneben finden sich zwei Symbole: |
| ID      | Identifikator beim Südtiroler Landesdenkmalamt                                                                 |
| KG      | Katastralgemeinde                                                                                              |
| MD      | Ministerialdekret                                                                                              |
| BLR-LAB | Beschluss der Landesregierung – Landesausschussbeschluss                                                       |